# 佩雷莫哈 (博爾赫拉德區)
46°11′26″N 29°20′25″E / 46.19056°N 29.34028°E
佩雷莫哈（烏克蘭語：Перемога）是位於烏克蘭西南部的村莊，由敖德萨州博爾赫拉德區的博羅迪諾市鎮負責管轄。該村始建於1922年，面積0.83平方公里，海拔高度38米，2001年人口585，人口密度每平方公里704.82人。